# Franz Karl van Oostenrijk-Toscane

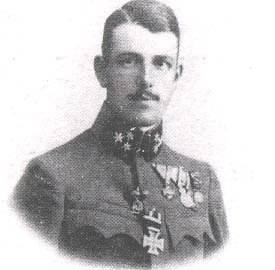
Aartshertog Frans Karl rond 1916

Aartshertog Franz Karl Salvator Marie Joseph Ignaz van Oostenrijk-Toscane (Wels, 17 februari 1893 – Wallsee, 10 december 1918) was een Oostenrijks officier en aartshertog uit de Toscaanse linie van het huis Habsburg-Lotharingen.

## Biografie
Franz Karl was de zoon van aartshertog Frans Salvator van Oostenrijk-Toscane en diens echtgenote, Marie Valerie van Oostenrijk, een dochter van keizer Frans Jozef. Franz Karl had zes zussen en drie broers.
Hij studeerde af van de militaire school als eerste luitenant en diende zijn land tijdens de Eerste Wereldoorlog van 1915 tot 1918 in de strijd tegen Rusland, Servië en Roemenië. Hij maakte het einde van de oorlog nog mee, alsook het uiteenvallen van Oostenrijk-Hongarije, maar was toen al zwaar ziek. Hij overleed op 10 december 1918 op 25-jarige leeftijd, officieel aan "griep, longontsteking", de gewoonlijke beschrijving voor de Spaanse griep die sinds eind dat jaar om zich heen raasde. Hij stierf ongehuwd en kinderloos.